# Bankkontor

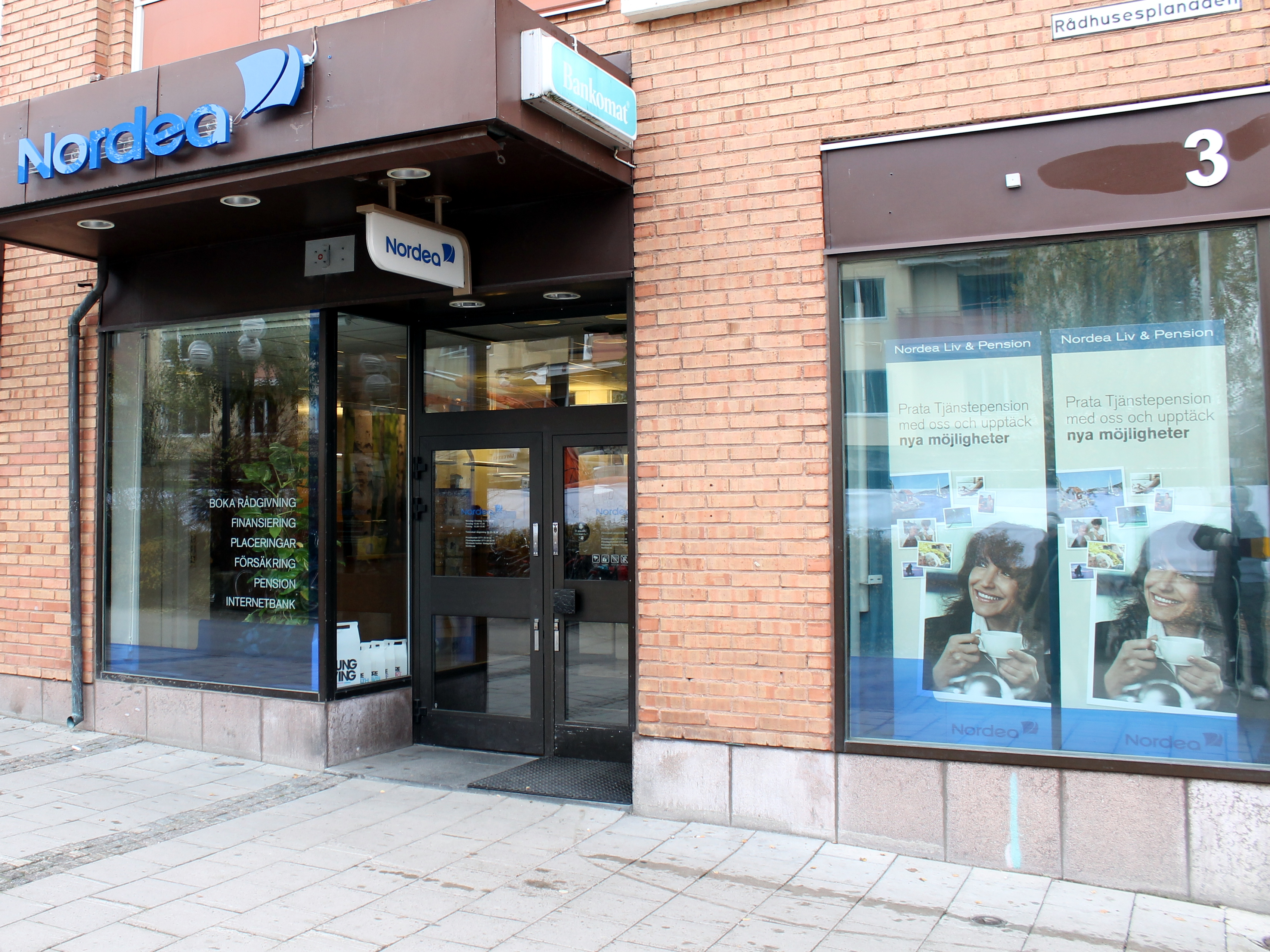
Ett av Nordeas bankkontor

Ett bankkontor, i vardagligt tal benämnt bank, är en lokal där en bank erbjuder service till sina kunder bland annat genom rådgivning och hantering av kontanter.
De har efter hand till del ersatts av bankomater och Internetbanker, som vanligen erbjuder service dygnet runt.
På ett bankkontor brukar det finnas bankvalv, kassor och väntrum.